# 澳門市街道名冊
《澳門市街道名冊》，簡稱市街名冊、街名部，葡萄牙文起初原名為 ，最初是一部由澳葡政府不定期出版的名冊，只記錄了整個澳門半島所有已被官方刊憲命名的街道及其相關資料。第一個正式版本是於1906年發行的「1905年版」，僅由葡文書寫；1925年起加插其他公共地方的資料；1957年起則為中文及葡文雙語版本；1995年開始出印關於海島市（氹仔和路環）街道的《海島市街道》袖珍名冊；2003年起則整合為同一本名冊記述全澳門所有街道。現最新版本為2017年版。其中1993年及之前的版本常被用作研究澳門街道歷史的主要參考文獻之一。
這部名冊在歷年的版本中出現過多種名稱，但一般均統稱為「澳門市街道名冊」，而現時的最新版本的官方名稱則為「澳門特別行政區街道」。

## 源起
澳門的街道名字在澳葡官式文獻上最早可追溯至亞馬留就任澳門總督的期間（1846－1849年），當時葡萄牙政府欲於澳門實行殖民統治政策，亞馬留上任後就不斷擴張澳門舊城，並佔據多個原為華人居住的村落，開闢道路並對華人經營的店鋪開徵稅項。當局曾把需繳稅的店鋪收錄成表，以方便管理，而表中就記載了部份澳門街名。1866年，時任澳督邦迪·柯打成立統計廳（相當於現今的統計暨普查局），並隨即展開人口及商業等統計與普查工作，翌年統計廳將澳門半島的街道數量刊登於憲報中。1869年3月12日，時任澳督蘇沙成立由澳門市政廳主席領導的公共道路命名委員會；同年7月26日，當局刊登憲報，正式落實為第一批街道所作出的官方命名；及後又於8月2日落實另一批街道命名。
由於此後再有一些新街道刊憲命名，而且各街道命名日期不盡相同而凌散在不同的憲報中，澳葡政府於是在1874年重新整理澳門半島各街道的資料，並以手寫稿形式輯錄成名冊—— （1874年澳門市內之廣場、前地、街道等命名），僅由葡萄牙文書寫。不過，此名冊卻從未正式對外發行，僅留存在政府部門裏供內部使用。
時至1906年，專為記述澳門半島各街道的名冊才開始正式公開面世。

## 歷年發行版本

### （1905）
此部名冊並無官方中文譯名，中文裏有時又被稱「澳門海外省街道名冊」，以葡萄牙文記載澳門半島截至1905年已被刊憲命名的街道及其簡略位置，另載有街道上的主要建築物、門口數量及門牌號碼，街道名稱帶有中文字；1906年正式發行。

### 《澳門街名壹覽表》（1925－1944）
1925年，澳門市政廳發行一部名為  的街道名冊，官方中文譯為「澳門街名壹覽表」，基本上承襲了1905年的版本；除街道外，其他公共地方諸如公園等亦載於名冊中。
1944年曾以打字機製作新版，但街道名稱不附中文，此版本未對外發行，最初僅供部門內部使用，後來存放至澳門中央圖書館供公眾查閱。

### 《澳門市街名冊附地方名稱》→《澳門市街道及其它地方名冊》（1957－1997）

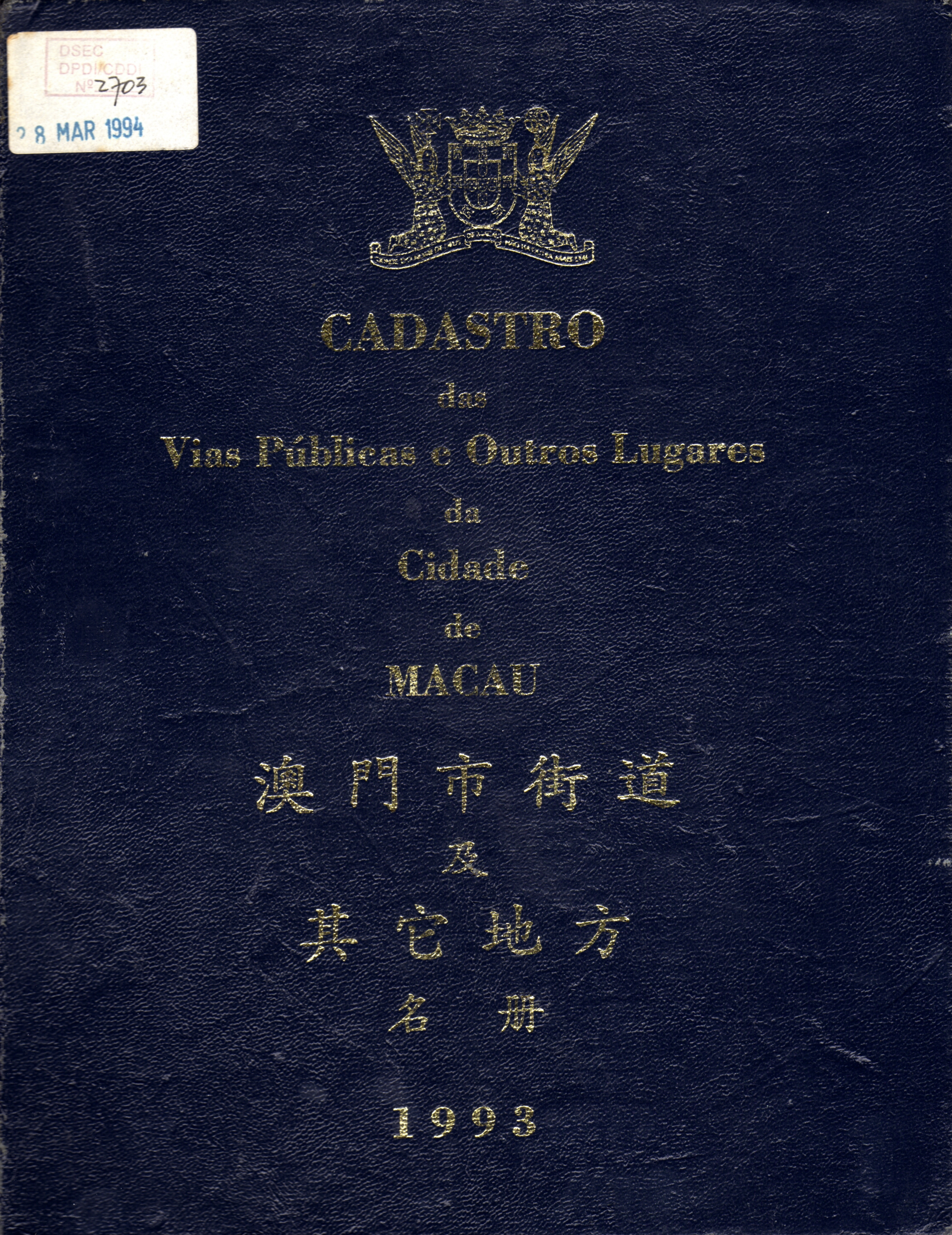
《澳門市街道及其它地方名冊》1993年版封面

澳門市政廳於1957年發行《澳門市街名冊附地方名稱》（Cadastro das Vias Publicas e Outros Lugares da Cidade de Macau），此時期起的名冊除了繼承了1925年版名冊的格式外，最大不同的是內文描述也有中文翻譯，而且也記述了澳門半島各條街道的編號，街道在過往的憲報、市政決議文件、歷來街道名冊中出現過的日期也有載明，另記有已經被取消的街道和其他公共地方的資料。1969年發行增刊本，此增刊則只記載1957年以後才被官方命名之街道及作出了變更之舊有街道。
1993年，澳門市政廳再為此部名冊發行新版，中文改名為《澳門市街道及其它地方名冊》（葡文名稱不變），此版本另附有分頁式澳門半島街道圖。1997年曾製作非正式之增刊本，此增刊則只記載1993年以後才被官方命名之街道及作出了變更之舊有街道，未對外發行，最初僅供部門內部使用，後來則存放至澳門歷史檔案館供公眾查閱。

《澳門街道》1992年版及《海島市街道》1995年版封面

### 《澳門街道》及《海島市街道》（1992－2000）
在1993年版《澳門市街道及其它地方名冊》發行之前的一年，澳門市政廳推出袖珍版本的街道名冊——《澳門街道》（Arruamentos da Cidade de Macau），大小衹有14公分×8公分，內容只有澳門半島各條當時存在街道的簡略位置描述（中葡雙語），但附有摺疊式的澳門半島街道圖。
時至1995年，由官方出版的氹仔和路環的街道名冊正式問世：海島市政廳出版《海島市街道》（Arruamentos das Ilhas Taipa e Coloane），除內容為氹仔和路環的街道外，其規格與《澳門街道》一模一樣，並附有摺疊式的氹仔街道圖和路環街道圖。1996年，《海島市街道》的第二版本發行。1999年，再發行第三版本《海島市街道指南》。
2000年，臨時澳門市政局發行新版《澳門街道》，此版除沿襲了1995年版的格式外，地圖另外附有各類其他公共地方的清單，封面另有澳門街名路牌之直書式底圖。

### 《澳門特別行政區街道》（2003－2017）

《澳門特別行政區街道》2008年版封面

2003年，澳門民政總署出版《澳門特別行政區街道》（Arruamentos da Região Administrativa Especial de Macau），此版本一書分為澳門半島、氹仔和路環三部份，內容形式與《澳門街道》和《海島市街道》差不多，以中葡雙語記錄各街道的簡略位置，每部份各附分頁式街道圖，封底並有澳門街名路牌之橫書式底圖，但街道出現日期、其他公共地方和已被取消街道的資料則沒有載入。
2009年3月發行「2008年版」，資料截至2008年12月31日。
2012年11月發行第三版，2015年5月則發行第四版，資料截至2014年12月31日。
目前最新一版是2017年7月的第五版，該版也是民政總署被市政署取代前所印的最後一版。

### 《澳門特別行政區街道名冊》（2011）
澳門民政總署在《澳門特別行政區街道》更新期間，按照截至2011年12月31日的街道資料另外印製了《澳門特別行政區街道名冊——澳門篇》（Cadastro das Vias Publicas e Outros Lugares da Região Administrativa Especial de Macau - Macau），於2012年2月發行。此名冊基本上繼承了1993年版名冊的格式，記述了澳門半島各條街道及其位置、編號、門牌數量和在政府文獻出現過的日期，另附有分頁式澳門半島街道圖，但其他公共地方和已被取消街道的資料則沒有載入。
在2011年版《澳門特別行政區街道名冊——澳門篇》的序言中，曾表示將會籌備出版《澳門特別行政區街道名冊——離島篇》以記載嘉模堂區及聖方濟各堂區的街道資料，但時至2025年仍未成事。

## 研究用途
由於這部名冊部份版本記述了各街道在各個時期的位置和變動，故成為了研究澳門街道的其中一部重要書目。其中1957年（與其1969年的增刊）及1993年的版本連載各街道在官式文獻上出現的日期，使得研究人員不用花大量時間逐年尋找歷年憲報和市政文件，是故在各研究澳門街道的書籍和文章中此兩個版本的名冊均時常被引用。而由於其印量不多，加上澳門官方作品不受版權保護，故不時有未能購買的研究學者複印並作私藏。
另外，1874年的葡文版內部名冊手稿被民間團體澳門遺產學會翻譯成中文版，於2017年發行。

## 參考資料

《澳門特別行政區街道》封底所提供的街名路牌底圖

## 備註
1. ↑  有時會把「道」字去掉，變為「澳門市街名冊」。
2. ↑  「簡略位置」所指的是，街道的起點和終點（如有的話）的位置（用於街、巷、馬路等），或直接描述被哪些街道圍繞（用於圓形地和部份前地等）。
3. ↑   照字面直譯則為「澳門市街道及其他公共場所名冊」，而名冊中包括街道以外的公眾地方，官方所譯的「澳門街名壹覽表」實有偏差。
4. ↑   註:

## 延伸閱讀
- 澳門市政署：漫步澳門街
- 地圖繪製暨地籍局：步行路線地圖